# Seven Bridges Road (album)
| Recensione | Giudizio |
| ---------- | -------- |
| AllMusic   |          |

Seven Bridges Road è un album del musicista statunitense Steve Young, pubblicato nel 1972.

## Tracce

### LP
Lato A (31,438)
1. Seven Bridges Road – 3:22 (Steve Young)
2. My Oklahoma – 2:58 (Cheryl A. Young)
3. The White Trash Song – 3:11 (Steve Young)
4. I Begin to See Design – 2:56 (Steve Young, Cheryl A. Young)
5. One Car Funeral Procession – 3:09 (Fred F. Carter Jr.)
6. Long Way to Hollywood – 3:49 (Steve Young)

- Sull'album ripubblicato nel 1973 dalla Blue Canyon Records (BCS 505), il brano numero 4 reca il titolo "I Can't Hold Myself in Line" (Merle Haggard)

Lato B (31,439)
1. Many Rivers – 2:57 (Steve Young)
2. Lonesome, On'ry and Mean – 3:30 (Steve Young)
3. Come Sit by My Side – 2:56 (Fred F. Carter Jr.)
4. True Note – 2:55 (Steve Young)
5. Ragtime Blue Guitar – 2:45 (Steve Young)
6. Montgomery in the Rain – 4:08 (Steve Young)

## Musicisti
Pickers
- Steve Young – ruolo non accreditato
- Fred E. Carter Jr. – ruolo non accreditato
- Pete Drake – ruolo non accreditato
- "Uncle Josh" Graves – ruolo non accreditato
- Buddy Spicher – ruolo non accreditato
- Willie Ackerman – ruolo non accreditato
- David Briggs – ruolo non accreditato
- Jerry Carrigan – ruolo non accreditato
- Ray Edenton – ruolo non accreditato
- D. J. Fontana – ruolo non accreditato
- Karl Himmel – ruolo non accreditato
- Charlie McCoy – ruolo non accreditato
- Bob Moore – ruolo non accreditato
- Weldon Myrick – ruolo non accreditato
- Jerry Smith – ruolo non accreditato
- Henry Strzelecki – ruolo non accreditato
- Bobby Thompson – ruolo non accreditato
- Pete Wade – ruolo non accreditato
- "The Holliday Singers" – cori
- "Temple Riser" – cori
- Paul Tannen – cori
- "The Nashville Edition" – cori

Note aggiuntive
- Paul Tannen – produttore
- Registrazioni effettuate al "Fred F. Carter Jr. Studios"
- Jesse Tharp – ingegnere delle registrazioni
- Remixaggio effettuato al "Jack Clement Recording Studios"
- Charlie Tallent – ingegnere remixaggio
- Joe Di Vincenzo – design copetina album originale
- Bob Foothorap – foto copertina album originale
- Tom Cervenak – signs copertina album originale [3]